# Coppa Italia di Serie B 2020-2021 (calcio a 5)
La Coppa Italia di Serie B 2020-2021 è stata la 23ª edizione della manifestazione riservata alle formazioni di Serie B di calcio a 5. La competizione, inizialmente in programma dal 23 al 25 aprile 2021, si è giocata dal 30 aprile al 2 maggio 2021.

## Formula
Alla competizione prendono parte le società classificatesi al primo posto nel proprio girone al termine delle gare del girone d'andata. Le 8 squadre parteciperanno alla final eight, che si terrà al PalaSavelli di Porto San Giorgio, in concomitanza con le final eight della Coppa Italia di A2 femminile.

## Squadre qualificate
Alla corrente edizione partecipano le prime classificate in ognuno degli otto gironi al termine del girone di andata.
| Girone A    | Girone B  | Girone C        | Girone D         |
| Lecco       | Altamarca | Modena-Cavezzo  | CUS Ancona       |
| Girone E    | Girone F  | Girone G        | Girone H         |
| EUR Massimo | Benevento | Aquile Molfetta | Catanzaro Futsal |

## Fase finale
La final eight si svolgerà tra il 30 aprile e il 2 maggio 2021 al PalaSavelli di Porto San Giorgio.

### Regolamento
Le gare si svolgono con formula a eliminazione diretta. In caso di parità al termine dei tempi regolamentari nelle sfide dei quarti e delle semifinali verranno svolti direttamente i tiri di rigore, mentre nella finale, in tal caso, verrebbero svolti prima due tempi supplementari.

### Sorteggio
Il sorteggio per la final eight si è tenuto il 3 aprile alle 13 ed è stato trasmesso sui canali social della Divisione Calcio a 5, insieme a quello delle final eight delle altre categorie. Non si è applicata alcuna restrizione nel sorteggio. Al momento del sorteggio le società qualificate per i gironi A e G non erano note.

### Avvenimenti
A seguito di numerosi casi di positività al COVID-19 accertate in data 27 aprile, la società Catanzaro Futsal, come da regolamento, viene esclusa dalla competizione. Di conseguenza la squadra che avrebbe dovuto affrontare la società calabrese, ovvero l'EUR Massimo, ottiene la vittoria a tavolino.

### Tabellone
|  | Quarti di finale | Quarti di finale  | Quarti di finale      |                       |             | Semifinali  | Semifinali | Semifinali |  |  | Finale | Finale | Finale |  |
|  |                  |                   |                       |                       |             |             |            |            |  |  |        |        |        |  |
|  | B                | Altamarca         | 0                     |                       |             |             |            |            |  |  |        |        |        |  |
|  | B                | Altamarca         | 0                     |                       |             |             |            |            |  |  |        |        |        |  |
|  | F                | Benevento         | 4                     |                       |             |             |            |            |  |  |        |        |        |  |
|  | F                | Benevento         | 4                     |                       | Benevento   | Benevento   | 1          |            |  |  |        |        |        |  |
|  |                  |                   |                       |                       | Benevento   | Benevento   | 1          |            |  |  |        |        |        |  |
|  |                  |                   | EUR Massimo           | EUR Massimo           | 2           |             |            |            |  |  |        |        |        |  |
|  | E                | EUR Massimo (w/o) | EUR Massimo           | EUR Massimo           | 2           | 6           |            |            |  |  |        |        |        |  |
|  | E                | EUR Massimo (w/o) |                       |                       |             |             |            |            |  |  |        |        |        |  |
|  | H                | Catanzaro Futsal  | 0                     |                       |             |             |            |            |  |  |        |        |        |  |
|  | H                | Catanzaro Futsal  | 0                     |                       | EUR Massimo | EUR Massimo | 4          |            |  |  |        |        |        |  |
|  |                  |                   |                       |                       |             |             |            |            |  |  |        |        |        |  |
|  |                  |                   | Aquile Molfetta       | Aquile Molfetta       | 3           |             |            |            |  |  |        |        |        |  |
|  | C                | Modena-Cavezzo    | Aquile Molfetta       | Aquile Molfetta       | 3           | 1           |            |            |  |  |        |        |        |  |
|  | C                | Modena-Cavezzo    |                       |                       |             |             |            |            |  |  |        |        |        |  |
|  | A                | Lecco             | 3                     |                       |             |             |            |            |  |  |        |        |        |  |
|  | A                | Lecco             | 3                     |                       | Lecco       | Lecco       | 6 (3)      |            |  |  |        |        |        |  |
|  |                  |                   |                       |                       | Lecco       | Lecco       | 6 (3)      |            |  |  |        |        |        |  |
|  |                  |                   | Aquile Molfetta (dcr) | Aquile Molfetta (dcr) | 6 (5)       |             |            |            |  |  |        |        |        |  |
|  | D                | CUS Ancona        | Aquile Molfetta (dcr) | Aquile Molfetta (dcr) | 6 (5)       | 2           |            |            |  |  |        |        |        |  |
|  | D                | CUS Ancona        |                       |                       |             |             |            |            |  |  |        |        |        |  |
|  | G                | Aquile Molfetta   | 4                     |                       |             |             |            |            |  |  |        |        |        |  |

### Quarti di finale
| Arbitri: | Silvio Paoloni (Ascoli Piceno) Fabio Capaldi (Isernia) |
| Crono:   | Daniele Conti (Ancona)                                 |

|  |           |                                                           |
|  | Marcatori | 19'06'’ Botta 24'00'’, 37'18'’ Galletto 38'30'’ Volonnino |

| Arbitri: | Salvatore Cucuzzella (Ragusa) Andrea Oggiano (Olbia) |
| Crono:   | Ionut Cristea (Albano Laziale)                       |

|                 |           |                                                             |
| Barbieri 3'04'’ | Marcatori | 15'35'’ (t.l.) Gallinica 26'59'’ Hartingh 36'56'’ Iacobuzio |

| Arbitri: | Alessandro Accomando (Olbia) Antonio Turiano (Reggio Calabria) |
| Crono:   | Diego Loris Mitri (Albano Laziale)                             |

|                                     |           |                                                             |
| A. Benigni 15'03'’ Lamberti 36'12'’ | Marcatori | 3'54'’ Dell'Olio 11'29'’ Reyno 20'42'’ Ortiz 21'44'’ Murolo |

| Porto San Giorgio | EUR Massimo | 6 – 0 (w/o) | Catanzaro Futsal | PalaSavelli |

### Semifinali
| Arbitri: | Gianluca Zuzolo (Caserta) Cristoforo Corsini (Taranto) |
| Crono:   | Daniele Filannino (Jesi)                               |

|                      |           |                                 |
| Curcio 8'50'’ (aut.) | Marcatori | 1'15'’ Merlonghi 16'40'’ Locchi |

| Arbitri: | Giuseppe Lamorgese (Roma 2) Davide Zingariello (Prato) |
| Crono:   | Gianfrancesco Sorci (Pesaro)                           |

|                                                                                               |                      |                                                                                    |
| Castillo 6'59'’ Ozeas 8'02'’, 21'12'’ (rig.) Pedone 28'33'’ (aut.) Gallinica 32'22'’, 37'41'’ | Marcatori            | 6'40'’, 25'59'’, 35'10'’ Murolo 17'26'’, 18'02'’ (t.l.) Ortiz 20'58'’ Garcia Rubio |
| Mentasti Castillo Hartingh Ozeas                                                              | Tiri di rigore 3 – 5 | Reyno Dell'Olio Dibenedetto Garcia Rubio Murolo                                    |

### Finale
| Arbitri: | Ivano Pubblico (Roma 1) Lucio Coviello (Potenza) |
| Crono:   | Stefano Lavanna (Pesaro)                         |

| |            | |
| Savi 6'16'’ Fabozzi 25'51'’ Merlonghi 27'36'’, 31'24'’                                                                    | Marcatori  | 30'32'’ Reyno 35'06'’ Barbolla 38'05'’ Pedone                                                                                          |
| · Barigelli · Dal Lago · Bacaro · Locchi · Merlonghi · Fabozzi · Castro · Riccitelli · Fantini · Curcio · Savi · Corsetti | Formazioni | · Lopopolo · Murolo · Dell'Olio · Pedone · Reyno · Di Benedetto · Dibenedetto · Garcia Rubio · Barbolla · Andriani · Marasà · Panunzio |
| Minicucci | Allenatori | Rutigliani |